# Aedes pembaensis
Aedes pembaensis är en tvåvingeart som beskrevs av Theobald 1901. Aedes pembaensis ingår i släktet Aedes och familjen stickmyggor. Inga underarter finns listade i Catalogue of Life.

## Bildgalleri

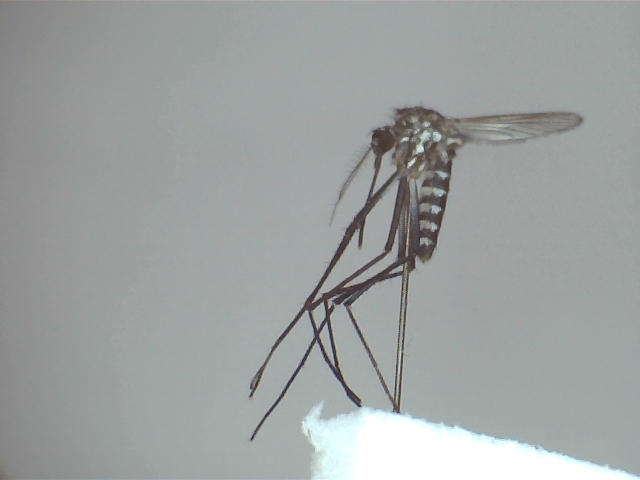